# Ат-Талаба
«Ат-Талаба» (араб. نادي الطلبة‎) — футбольный клуб из Багдада, Ирак. Выступает в высшем дивизионе чемпионата Ирака. «Талаба» переводится с арабского как «студенты».

## История
Клуб был основан 17 декабря 1969 года под названием Аль-Джамеаа. Он представлял Багдадский университет, и Иракская федерация футбола приняла решение о том, что клуб начнёт выступление в первом дивизионе (второй уровень системы лиг), минуя второй и третий дивизионы. В сезоне 1970/71 команда заняла первое место и вышла в премьер-лигу, но клуб не смог в ней закрепиться, заняв последнее место. В сезоне 1975/76 клуб вернулся в высший дивизион, где выступает по настоящее время. 27 декабря 1977 года клуб был переименован в «Ат-Талаба». В сезоне 1980/81 «Ат-Талаба» впервые стал чемпионом Ирака. За всю свою историю он пять раз завоёвывал этот титул.

## Достижения
- Чемпион Ирака: 1980/81, 1981/82, 1985/86, 1992/93, 2001/02
- Обладатель Кубка Ирака: 2002, 2003